# Pilea papuana
Pilea papuana är en nässelväxtart som beskrevs av H. Winkl.. Pilea papuana ingår i släktet pileor, och familjen nässelväxter. Inga underarter finns listade i Catalogue of Life.